# Adriaan Kortlandt
Adriaan Kortlandt (Rotterdam, 25 januari 1918 - Amsterdam, 18 oktober 2009) was een Nederlands etholoog. 
Hij is bekend vanwege zijn termen overspronggedraging en hiërarchie van instincten. Zijn aalscholveronderzoek resulteerde in nieuwe inzichten in instinctgedrag. In de pioniersperiode van het onderzoek naar diergedrag heeft Kortlandt, naast Niko Tinbergen en Gerard Baerends, een prominente rol gespeeld. Zijn experimenten met chimpansees en een opgezette panter in Afrika hebben hem vooral in de VS bekendheid gebracht.

## Onderzoek naar aalscholvergedrag
Als schooljongen observeerde hij al het instinctieve gedrag van aalscholvers. Later bleken zijn zeer nauwkeurige, vernieuwende observatiemethoden verrassend effectief. Zijn bevindingen resulteerden in nieuwe perspectieven voor de medische psychologie en de ontwikkelingspsychologie. Dat gaf aanleiding tot een ernstig wetenschappelijk meningsverschil met prof. Tinbergen in Leiden en prof. Baerends in Groningen, omdat zij de ethologie (de studie van diergedrag) zuiver biologisch-wetenschappelijk wilden beoefenen, met uitsluiting van de menselijke toepassing. Kortlandt beschouwde dat als een anti-darwinistische en anti-maatschappelijke instelling. In 1976 werd Kortlandt ontheven uit zijn hoogleraarsfunctie aan de Gemeentelijke Universiteit van Amsterdam. Hij vervolgde daarop zijn carrière in Oxford.

## Overstap naar apengedrag

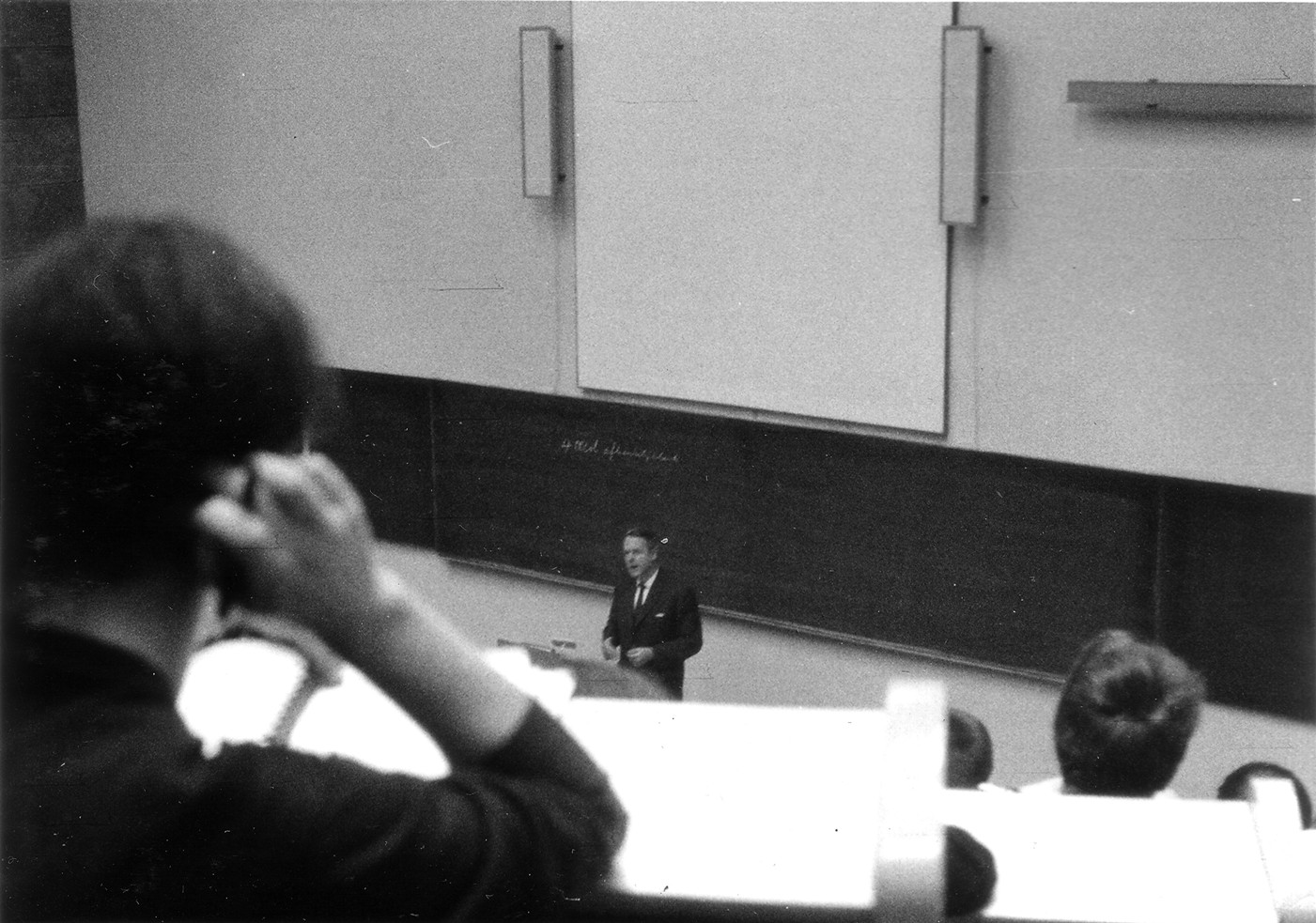
Kortlandt tijdens een van zijn - bij zijn studenten geliefde - colleges dierpsychologie in Amsterdam, voorjaar 1966

Het meningsverschil noodzaakte hem om over te schakelen op onderzoek naar het gedrag van apen in Afrika: Mijn proeven waarbij chimpansees met zware stokken 'losknuppelden' op een opgezette panter met elektronisch bewegende kop, lieten me nadenken over de verdediging van de eerste mensen of aapmensen tegen grote roofdieren, toen deze oermensen nog geen speren hadden uitgevonden. Ook ging Kortlandt met een zelfgemaakt namaak-oermensje (een pop met een autoruitenwisser-motor in de borst en met vier armen waaraan doorntakken waren bevestigd) naar George Adamson, bekend van de leeuwin Elsa en andere handmakke leeuwen in het wild. Bij experimenten bleek het kamelenvlees veilig tussen de benen van het oermensje; een familie van drie leeuwen werd verjaagd door nu en dan maar even op de elektrische knop te drukken. De zwaaiende doorntakken bleken afdoende bescherming te geven. Het probleem waar ook Darwin al over had gepiekerd, hoe de oermens zich had kunnen verdedigen tegen wilde dieren, was dus nu opgelost, volgens Adriaan Kortlandt.
Als laatste nog actieve etholoog uit de pionierswereld, was zijn doel sinds de jaren 1930 het doorbreken van de blinde muur tussen de ethologie en de menselijke psychowetenschappen.

## Autobiografie

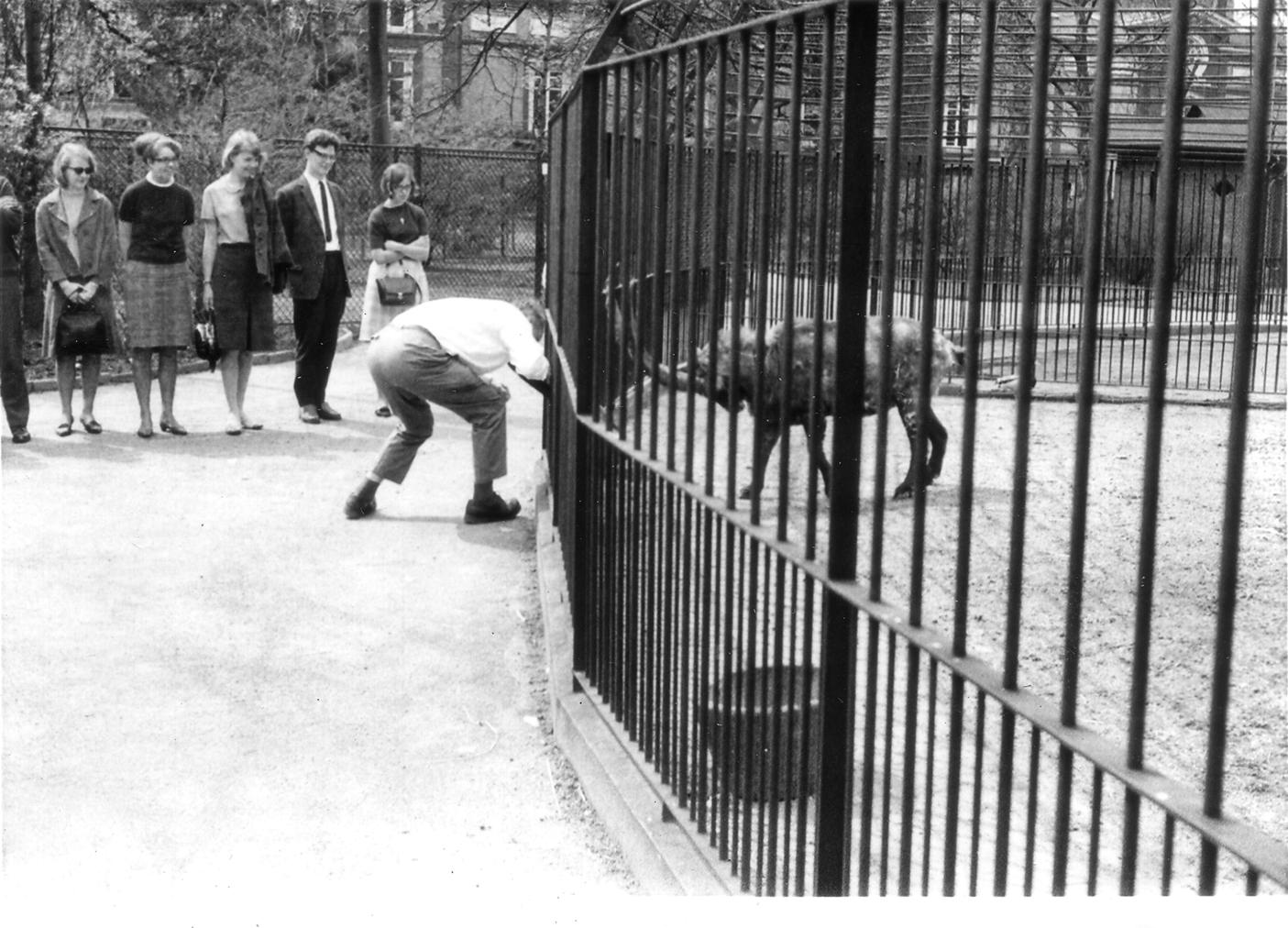
Kortlandt demonstreert na afloop van een college dierpsychologie in Artis hoe een bok reageert op zijn bokachtige aanval, lente 1966

Kortlandt heeft tot aan zijn dood in 2009 aan zijn autobiografie gewerkt. Het eerste deel van deze biografie beschrijft zijn leven als onderzoeker tegen de achtergrond van de pioniersperiode van het onderzoek naar diergedrag. Het hoe en waarom van de tegenwerking die deze belangrijke onderzoeker en wetenschapper door de jaren heen heeft ondervonden, wordt in deze biografie verwoord. Zijn persoonlijk contact en briefwisselingen met Niko Tinbergen geven een nieuw perspectief op de historie van de ontwikkeling van de hedendaagse dierpsychologie.
Kortlandt presenteerde in 2004 het eerste deel van zijn autobiografie. In zijn boek komt ook de oversprong aan de orde, een begrip in de biologie dat de toen nog jonge bioloog in zijn conversaties met de heer Portielje (destijds Inspecteur der levende have in Artis) op een bankje aan de oevers van de aalscholvervijver in Artis voor het eerst heeft gebruikt. Het beroemde bankje in Artis heet nu dan ook het oversprongbankje. De oversprongtheorie wordt kort belicht op het bijbehorend informatiebordje.

## Persoonlijk
Adriaan Kortlandt overleed op 91-jarige leeftijd in zijn slaap.
Kortlandt was vader van Frits Kortlandt, kenner van de Baltische- en Slavische talen, en hoogleraar in de beschrijvende en vergelijkende taalwetenschap.

## Publicaties (selectie)
- 1949: Textuur en structuur van het broedvoorbereidingsgedrag bij de aalscholver. Proefschrift Gemeentelijke Universiteit van Amsterdam
- 1959: Tussen mens en dier. Inaugurele rede Gemeentelijke Universiteit van Amsterdam. Groningen, Wolters
- 1972: New perspectives on ape and human evolution. Amsterdam, Stichting voor Psychobiologie
- 1975: met M.R. Kleindienst en F.D. Burton: 'On new perspectives on ape and human evolution' In: Current Anthropology, vol. 16: 4, p. 644-651
- 1992: 'On chimpanzee dormitories and early hominid home sites'.  In: Current anthropology, vol. 33: 4,  p. 399-400

- Gemeinsame Normdatei: 1101363959
- International Standard Name Identifier: 0000 0000 4263 4512
- Library of Congress Control Number: nb2007028356
- Nederlandse Thesaurus van Auteursnamen: 067490131
- Système universitaire de documentation: 171664825
- Virtual International Authority File: 9376070
- WorldCat: E39PBJktp8JFGQKgW9jBPJtkDq